# Sojuz-T
La Sojuz-T è stata una versione del veicolo spaziale Sojuz. È stata la prima Sojuz ad avere spazio per tre cosmonauti dopo il dramma di Sojuz 11.

## Missioni con equipaggio
- Soyuz T-1
- Soyuz T-2
- Soyuz T-3
- Soyuz T-4
- Soyuz T-5
- Soyuz T-6
- Soyuz T-7
- Soyuz T-8
- Soyuz T-9
- Soyuz T-10-1
- Soyuz T-10
- Soyuz T-11
- Soyuz T-12
- Soyuz T-13
- Soyuz T-14
- Soyuz T-15